# Banon, Alpes-de-Haute-Provence

Banon este o comună în departamentul Alpes-de-Haute-Provence din sud-estul Franței. În 1 ianuarie 2022 avea o populație de 1.070 de locuitori.